# Voorjaarserebia
De voorjaarserebia (Erebia medusa) is een vlinder uit de onderfamilie Satyrinae, de zandoogjes en erebia's. 

## Kenmerken
De voorjaarserebia heeft een vleugellengte van 19 tot 23 millimeter

## Verspreiding en leefgebied
Het is een vlinder die vooral in Centraal- en Oost-Europa voorkomt.
In Nederland en Vlaanderen wordt de vlinder zeer zelden als dwaalgast aangetroffen. In de Ardennen en Eiffel zijn enkele populaties bekend. De vlinder komt in veel verschillende gebieden voor. Op vochtige graslanden en bossen tot ruigere gebieden in de buurt van bossen en zelf bij moerassen is de vlinder aan te treffen.
De vliegtijd is van mei tot augustus. De vlinder vliegt slechts in een generatie per jaar.

## Waardplanten
De waardplanten behoren tot de families Gramineae (grassen) en Cyperaceae (zeggen).

## Status
De voorjaarserebia staat op de Nederlandse Rode lijst maar is in de rest van Europa niet bedreigd.